# Dymphna
Dymphna var en martyr på 600-talet. Dymphnakulten är ett exempel på en helgonkult inom vilkens ramar det uträttas mycket socialt arbete, men om själva helgonet vet man mycket lite.
Dymphnalegenden framstår som ren folklore. Hon ska ha varit dotter till en keltisk eller brittisk kung. Hennes mor dog när hon var barn och då hon var lik sin mor blev fadern förälskad i henne. För att undkomma incesten flydde hon med sin biktfader St. Gerebernus till Antwerpen och sedan till Geel. När kungen fick tag på dem lät han döda St. Gerebernus och dödade sedan själv sin dotter. Kropparna begravdes i Geel och när de skulle flyttas under 1200-talet sammanföll händelsen med botandet av en stor mängd epileptiker och sinnessjuka i området. Sedan dess har staden en framgångsrik verksamhet för vård av psykiskt sjuka som får bostäder bland traktens folk.